# Лозувата (Вінницький район)
Лозува́та — село в Україні, у Липовецькій міській громаді Вінницького району Вінницької області. Населення становить 220 осіб.
Поблизу села знаходиться природний заказник «Торфовиця».

## Історія
За однією з версій назва села походить від того, що в цих краях росло багато лози.
В селі існувала церква Покрови, що була збудована у 1743 році — дерев'яна триверха, на кам'яному фундаменті, дзвіниця окрема. Іконостас старовинний. В 1901 р. робили складку грошей на нову церкву.
Близько півсотні селян померли від голоду в 1925 році. У 1933 році внаслідок Голодомору вимерли сім'ї Грищуків, Присяжнюків, Гуків, Римарчуків та ін. За спогадами мешканців та переказами померло не менше сотні жителів. Ховали померлих на старому сільському кладовищі, щоденно по дворах ходили активісти, слідом їхала пара коней і збириали тіла померлих та відвозили на кладовище, були випадки коли навіть яму не закопували. Зі спогадів Ірини Юхимівни Мазурчак (1914 р.н.) її родині вдалося вижити завдяки тому, що старша сестра змогла втекти з коровою в поля, та приносила вночі молоко, щоб ніхто не бачив.
12 червня 2020 року, розпорядженням Кабінету Міністрів України № 707-р «Про визначення адміністративних центрів та затвердження територій територіальних громад Вінницької області», увійшло в Липовецьку міську громаду.
19 липня 2020 року, в результаті адміністративно-територіальної реформи та ліквідації Липовецького району, село увійшло до складу Вінницького району.

## Герб села
На відміну від інших гербів сіл район, герб села не відображає жодних явищ і подій, на ньому зображені особливості місцевої флори та фауни.

## Відомі люди
- Бурячок Іван Мартинович — художник.
- Головатюк Євген Іванович — український режисер.